# Làng Mai
 Làng Mai, nguyên tên là Đạo tràng Mai thôn là một cộng đồng thiền tập thuộc Cộng Đồng Phật Giáo Dấn Thân Làng Mai (Plum Village Community of Engaged Buddhism) Plum Village ở Tây Nam nước Pháp, cách thủ đô Paris 600 km. Cộng đồng này do thiền sư Thích Nhất Hạnh sáng lập với chủ đích làm nơi tu hành và giảng dạy Phật giáo của Việt Nam cho mọi người muốn tìm hiểu về thiền kể cả người gốc Việt ở Pháp. Ngôi làng có diện tích 1 km², chia thành nhiều xóm với những tên gọi mang đậm màu sắc Việt như: Xóm Thượng, Xóm Trung, Xóm Hạ, Xóm Đoài...
Ngoài Làng Mai tại Pháp, Đạo tràng Mai thôn còn có các chi nhánh Tu viện Bích Nham, Tu viện Lộc Uyển,... tại Mỹ và Trung tâm Làng Mai Quốc tế Thái Lan cũng như nhiều nơi khác.

## Thành lập

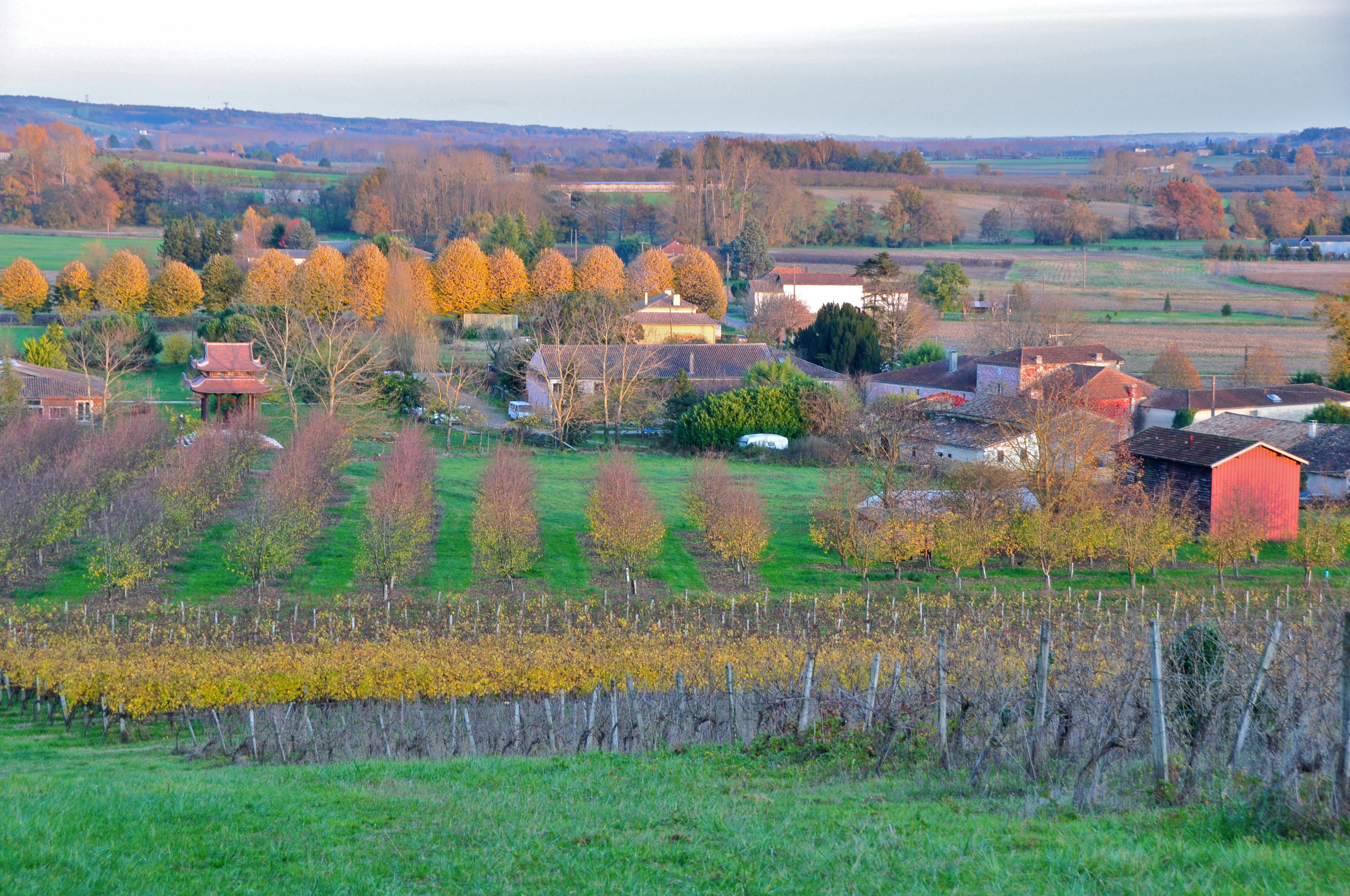
Xóm mới - một trong 4 khu nhà của Làng Mai

Làng Mai được hình thành vào đầu năm 1982, lúc đầu mang tên Làng Hồng vì trồng nhiều cây hồng ăn trái. Sau thấy cây mận pruniers d'Agen hợp phong thổ, phát triển mạnh nên đổi tên thành Làng Mai (tiếng Pháp: Village des pruniers, tiếng Anh: Plum Village).

### Viện sở
Tại Làng Mai có ba ngôi chùa dùng làm thiền viện: Chùa Pháp Vân ở Xóm Thượng, Chùa Từ Nghiêm ở Xóm Mới và chùa Cam Lộ ở Xóm Hạ. Chùa Pháp Vân là thiền viện dành cho tăng sĩ. Chùa Từ Nghiêm và chùa Cam Lộ dành cho các ni.
Ngoài cơ sở ở chính Làng Mai, tổ chức này còn có một số trung tâm tu thiền khác trên thế giới gồm chùa Từ Hiếu ở Huế, Việt Nam; Tu viện Bích Nham ở New York, Lộc Uyển ở California và Mộc Lan ở Mississippi, Mỹ; Viện Phật học Ứng dụng châu Âu ở Koln, Đức; Thai Plum Village ở Thái Lan; và chùa Đại Bi. Số thiền sinh theo học lên tới hàng nghìn, thuộc 30 quốc tịch khác nhau.
Mỗi năm tại Làng Mai mở nhiều khóa tu học mỗi bốn mùa bằng tiếng Anh, tiếng Pháp, tiếng Ý. Có những khóa dành riêng cho những ngành chuyên môn như cảnh sát, văn nghệ sĩ, v.v.